# Jaraba
Jaraba és un municipi de la província de Saragossa situat a la comarca de la Comunitat de Calataiud. La seva població és de 363 habitants i destaca pels seus tres balnearis, que fan d'aquest municipi un dels més turístics i visitats d'Aragó.

## Demografia
| 1991 |  | 1996 |  | 2001 |  | 2004 |  | 2007 |  | 2010 |
| ---- |  | ---- |  | ---- |  | ---- |  | ---- |  | ---- |
| 334  |  | 329  |  | 316  |  | 316  |  | 326  |  | 360  |

## Situació geogràfica
El municipi de Jaraba està situat a la conca del riu Mesa, entre les estepes de savines i alzines, romanís i farigola assentats en pinedes amb bosc de ribera sobre les terres més argilenques. Protegit per les imponents parets del final del barranc de Calmarza, les aigües del Mesa adquireixen aquí la majoria del seu cabal. L'entorn natural de Jaraba, és condicionat per les seves característiques geològiques.

## Història
A poca distància de la seva ubicació, es localitzava un assentament celtiber. Aquest assentament va ser visitat per una patrulla romana durant la plena expansió de l'imperi romà per la península Ibèrica. Els esbarzers, envaïen tot el barranc del riu Mesa i la seva sortida, però el vapor de l'aigua calenta que sortia d'entre els esbarzers va delatar la presència de deus d'aigües termals.
El nom de Jaraba ve del nom pre romà Xarzaba. Més endavant amb la conquesta musulmana, el nom del municipi va ser canviat per Jaraba que en àrab es tradueix per ”abundància de béns”

## Festes

### Festes Patronals
Els dies 13, 14, 15 y 16 d'agost se celebren les festes patronals en honor de la Virgen de Jaraba.
També és típica la missa del 15 d'agost en el Santuario de la Virgen de Jaraba.
L'últim cap de setmana de setembre se celebren les festes en honor de San Vicente i San Roque.

## Balnearis de Jaraba
Les deus de Jaraba eren ja conegudes durant l'època dels romans.
Durant la reconquesta, en el segle xii, es construí una piscina A la zona que avui dia és el balneari La Virgen, on els cristians es reunien per guarir les seves ferides després que la reaparició de la Virgen de Jaraba en un lloc proper hi afegís propietats miraculoses a les ja propietats curatives de les aigües.
A mitjans del segle xix, es van crear els tres balnearis existents en el poble: Balneario La Virgen, Balneario Serón i Balneario Sicilia, que aprofitaven les propietats medicinals de les deus.

## Pintures rupestres
Les figures es localitzen en una paret rocosa en el canó del riu Mesa.
Són quatre figures, un home, una dona i dos cérvols. Fins ara només es coneixia un enclavament amb art llevantí a la província de Saragossa, l'abric del Plano del Pulido a Casp.
.